# Nguyên Anh Tông
Nguyên Anh Tông (chữ Hán: 元英宗; 1302 - 1323), tên thật là Bột Nhi Chỉ Cân Thạc Đức Bát Thích (Borjigin Shidibala), là Hoàng đế thứ năm của nhà Nguyên và là Đại hãn thứ chín của đế quốc Mông Cổ. Ông là con của vị hoàng đế tiền nhiệm Nguyên Nhân Tông Ái Dục Lê Bạt Lực Bát Đạt. Tên của ông có nghĩa là "Khả hãn giác ngộ/tươi sáng" trong tiếng Mông Cổ.
Trong thời gian cầm quyền, ông được đánh giá là một Hoàng đế chuyên tâm vào chính sự, tiếp tục cai trị theo lối Hán pháp Nho giáo giống như thời vua cha, giúp duy trì sự thịnh trị của nhà Nguyên. Tuy nhiên, ông cũng đưa ra những luật lệ rất tàn bạo, hà khắc với người Hán, tạo ra mầm mống diệt vong cho triều Nguyên sau này.

## Trước khi lên ngôi

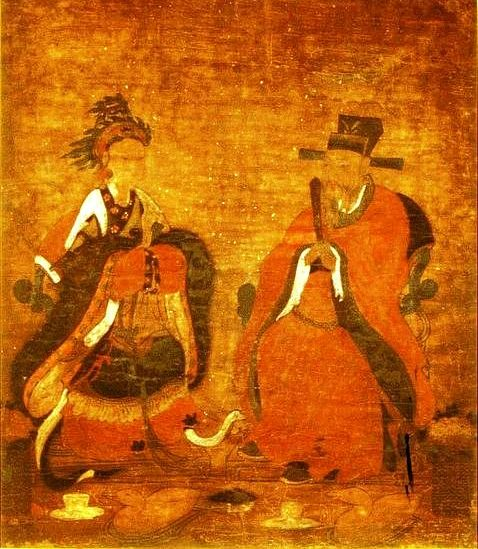
Vua Cung Mẫn Vương (1330-1374) và Nhân Đức Vương hậu, đã ủng hộ sự kế vị của Nguyên Anh Tông

Thạc Đức Bát Thích sinh ngày 22 tháng 2 năm 1302, dưới thời của Nguyên Thành Tông Thiết Mộc Nhĩ. Cha ông là Ái Dục Lê Bạt Lực Bát Đạt, cháu gọi Thành Tông bằng chú. Mẹ là A Nạp Thất Thất Lý thuộc bộ tộc Hoằng Cát Lạt thị.
Năm 1307, Thành Tông băng hà. Hải Sơn, bác ruột của ông, anh trai Bát Đạt lên ngôi, tức Nguyên Vũ Tông. Bát Đạt rất được vua anh trọng dụng, phong làm Hoàng thái đệ với điều kiện sau này khi đăng cơ phải cho con cái của Vũ Tông làm người nối ngôi.
Năm 1311, Vũ Tông qua đời. Bát Đạt kế vị, tức Nguyên Nhân Tông. Tuy đã hứa với tiên đế nhưng năm 1316, thừa tướng Thiếp Mộc Điệp lấy lòng Nhân Tông bằng cách ủng hộ lập con trưởng là Thạc Đức Bát Thích làm Hoàng thái tử. Mẹ Nhân Tông là Hoàng thái hậu Đáp Kỷ (Dagi) thấy cháu nội còn nhỏ, lại trông có vẻ nhút nhát yếu đuối, sẽ dễ thao túng nên rất tán thành. Vài tuần sau, Thạc Đức Bát Thích được phong làm Thái tử ở tuổi 14.
Năm 1320, Nhân Tông qua đời. Thạc Đức Bát Thích lên kế vị ở Đại Đô, tức Nguyên Anh Tông. Ông tôn mẹ là A Nạp Thất Thất Lý làm Hoàng thái hậu, tổ mẫu Đáp Kỷ làm Thái hoàng thái hậu.

## Trị vì

### Con rối không bị thao túng
Đáp Kỷ nhanh chóng nhận ra mình đã lầm. Vị hoàng đế mà bà luôn muốn kiểm soát không hề yếu đuối như bà nghĩ. Thạc Đức Bát Thích thực ra là một người mạnh mẽ, có nhiều tham vọng lớn dù còn ít tuổi. Sau nhiều nỗ lực thao túng không thành, Thái hoàng thái hậu than:"Biết thế ta chẳng lập thằng oắt con cứng đầu này" rồi bỏ cuộc. Thực tế, dù thừa tướng Thiếp Mộc Điệp nắm quyền hành lớn trong triều, thường xuyên đàn áp các đối thủ của mình trong những cuộc thanh trừng, nhưng Hoàng đế đã tái khôi phục quyền lực sau cái chết của ông ta.
Ngay từ đầu triều đại, Nguyên Anh Tông đã cho thấy sự độc lập chính trị và nghị quyết vươn lên nhiều năm. Mùa hè năm 1320, một trong những động thái chống đối Đáp Kỷ và Thiếp Mộc Điệp là bổ nhiệm Bái Trú, người của bộ lạc hiển hách Jalayir làm quan lớn ở cánh tả, điều này đã mang lại cho Hoàng đế một số lợi thế chính trị. Tuy Thiếp Mộc Điệp có quyền lực tối cao nhưng Bái Trú, chỉ huy của kheshig, hậu duệ của Mộc Hoa Lê (vị tướng nổi tiếng của Thành Cát Tư Hãn) được giáo dục tốt về Nho giáo nên dù chỉ mới 21 tuổi đã được Hoàng đế chú trọng hơn cả. Ông dần thay thế cả vị trí của Thiếp Mộc Điệp.
Vừa lên ngôi, Nguyên Anh Tông thực hiện rất nhiều cải cách. Một mặt duy trì lối cai trị kiểu Hán pháp, mặt khác khắc phục vấn đề tài chính của đế quốc đang rơi vào khủng hoảng. Ông cũng cải cách mạnh mẽ đối với chế độ chọn Đại hãn Mông Cổ. Tuy vậy, giới quý tộc Mông Cổ vô cùng bất mãn với chính sách xóa bỏ quốc lễ của Anh Tông để tiết kiệm quốc khố nên chưa được bao lâu sau khi đăng cơ, Nguyên Anh Tông đã nhanh chóng bị cô lập và bị nhiều người phản đối.
Ngai vàng của ông nhanh chóng trở thành tâm điểm để các quan chức học giả Nho giáo bảy tỏ lòng trung thành trong cuộc đấu tranh chống lại thế lực hùng mạnh của Thiếp Mộc Điệp. Thạc Đức Bát Thích luôn trong tâm thế chuẩn bị kĩ lưỡng, vì vậy ông được giáo dục tốt tiếng Trung như cha mình. Bị ảnh hưởng sâu sắc bởi Nho giáo và Phật giáo, Thạc Đức Bát Thích có thể trích dẫn những bài thơ Đường và được đánh giá là một nhà thư pháp có tài.
Bên cạnh Nho giáo, Nguyên Anh Tông cũng có nhiều hoạt động liên quan đến Phật giáo. Năm 1321, Anh Tông đã xây dựng một ngôi chùa Phật giáo để vinh danh "Lạt-ma Phags-pa" trên vùng núi phía tây Đại Đô, và khi bị pháp quan chỉ trích, ông đã xử tử vài người trong số họ, trong đó có một sĩ quan nổi tiếng tên là Soyaoelhatimichi, người có tổ tiên trung thành với Hoàng gia Mông Cổ. Mặt khác, Hồi giáo phải chịu sự phân biệt đối xử vô cùng nghiêm khắc suốt thời gian trị vì của Anh Tông. Nhiều thông tin dẫn chứng việc hoàng đế ra lệnh phá hủy một ngôi đền được xây dựng bởi người Hồi giáo tại Thượng Đô và cấm họ mua nô lệ từ người Mông Cổ và bán lại cho người Trung Quốc.
Để dân giàu nước mạnh, Nguyên Anh Tông đã thực hiện nhiều cải cách khác nhau. Về kinh tế, ông thực thi tiết kiệm chi tiêu, tinh giản cơ cấu. Với những người dân lưu tán khắp nơi, ông vỗ về an ủi bằng cách ban thêm cho họ ruộng đất, lương thực, trâu ngựa. Đối với những nơi gặp nạn đói và thiếu lương thực trầm trọng, ông ra lệnh cấm người dân uống rượu và giết trâu, bò, ngựa. Về chính trị, Anh Tông thực hiện một loạt biện pháp nhằm tập trung quyền lực tại trung ương. Ông cấm giáo sĩ giao du với chư vương, cấm trung thư tỉnh không được tiết lộ cơ mật, dân chúng không được nói năng hồ đồ về chính sách cai trị của ông.
Khác hẳn vua cha Nhân Tông trước đó, Nguyên Anh Tông đưa ra nhiều chính sách hà khắc đối với người Hán, nhóm dân tộc chiếm đa số trên lãnh thổ Trung Quốc. Ông cấm người Hán dùng binh khí đi săn, cấm họ không được luyện tập võ nghệ và không được họp chợ đêm. Cựu hoàng đế Tống Cung Đế từng ngâm thơ thể hiện sự căm thù đối với người Mông Cổ, liền bị ông hạ lệnh xử tử. Tuy nhiên, ông lại rất chú trọng việc học văn hoá của người Hán, hạ lệnh đãi ngộ đặc biệt cho những người là con cháu của Khổng Tử và tôn sùng họ.
Nguyên Anh Tông được ghi nhận là biết tiếp thu ý kiến người khác. Ông từng bổ nhiệm Bột La Đài làm Thái thường sở lệnh, còn viên quan Bái Trú từng là một phe của Anh Tông cũng được trọng dụng. Có lần vào dịp Tết Nguyên Đán, Anh Tông muốn kết hoa, giăng đèn trang trí Đại Đô trong ngày Tết. Tuy vậy, trung thư sảnh sự Trương Dưỡng Hạo khuyên đất nước đang khó khăn, xin hoàng đế thực hiện chủ trương tiết kiệm, thế là Anh Tông đã khen thưởng Trương Dưỡng Hạo và huỷ bỏ ý định này.

### Nắm đại quyền
Năm 1322, Thái hoàng thái hậu Đáp Kỷ và thừa tướng Thiếp Mộc Điệp Nhi qua đời. Anh Tông cuối cùng đã thâu tóm mọi quyền hành trong triều và nhanh chóng triệt tiêu phe Hoằng Cát Lạt thị ra khỏi chính quyền mới do mình lãnh đạo. Sự đàn áp khắc nghiệt đối với các phe phái đối lập bao gồm tước quyền sở hữu và tài sản của Thiếp Mộc Điệp, đày con trai Thiếp Mộc Điệp vào ngục và xử tử. Mặt khác, ông thăng Bái Trú làm thừa tướng, xem Bái Trú là đồng minh mạnh mẽ của mình. Ngoài ra, họ loại bỏ khá nhiều hạ nhân có bổn phận hầu hạ Hoàng thái hậu và Hoàng hậu. Việc gia tăng thực thi chủ nghĩa Tống Nho đã giúp nới rộng giới hạn của phụ nữ Mông Cổ, họ được phép di chuyển tự do hơn ở nơi công cộng.
Sau khi chính thức nắm trọn quyền lực, Thạc Đức Bát Thích tiếp tục thực hiện một loạt chính sách nữa dựa trên nguyên tắc Nho giáo, tiếp tục các chính sách của cha để tích cực thúc đẩy văn hóa Trung Quốc. Thứ nhất, ông trọng dụng một lượng lớn Nho thần và quan lại địa phương người Hán, nhiều người đã từ chức khi Thiếp Mộc Điệp nắm quyền. Đứng đầu danh sách này, Trương Quế, một viên quan kỳ cựu, được bổ nhiệm lại làm quản lý các vấn đề chính phủ và trở thành đối tác chính của Bái Trú trong việc tiến hành cải cách. Ngoài ba học giả cao tuổi được bổ nhiệm làm ủy viên Hội đồng Cố vấn, bảy học giả nổi tiếng đã được bổ nhiệm vào Hàn Lâm Viện. Thứ hai, ông bãi bỏ viện Huy chính và những quan lại vô dụng. Thú ba ông thực thi chính sách trợ dịch. Thú tư ông cho giảm bớt lao dịch. Thứ năm ông thẩm định và ban ra [Đại Nguyên thông chế; 大元通制] bao gồm các tổ chức toàn diện của Đại Nguyên. Bộ sưu tập khổng lồ gồm nhiều quy tắc và quy định của nhà Nguyên do cha ông định ra, đã được sửa đổi để hợp lý hóa chính quyền và tạo điều kiện để thực thi công lý.
Hơn nữa, để giảm bớt gánh nặng lao động của các địa chủ nhỏ, chính quyền của Anh Tông đã quy định rằng các địa chủ dành một phần đất nhất định được đăng ký thuộc quyền sở hữu của họ từ đó có thể thu tiền để trang trải chi phí.

## Bị hại
Bất chấp những thành tựu của triều đại Nguyên Anh Tông, nó đã kết thúc một cách bi thảm ngày 4 tháng 9 năm 1323 trong cuộc đảo chính ở Nanpo do sự thiếu cảnh giác của hoàng đế. Ngự sử Thiết Thất (Tegshi), con nuôi của Thiếp Mộc Điệp, khi thấy hoàng đế liên tục bắt giam và giết hại con cái của cha nuôi mình thì vô cùng sợ hãi, lo sợ mình cũng sẽ chung số phận. Do đó, Thiết Thất quyết định lên kế hoạch ám sát Anh Tông, nhằm lập con trưởng của tướng Cam Ma Thích là Tấn Vương Dã Tôn Thiết Mộc Nhi lên ngôi.
Một âm mưu được hình thành giữa phe cánh còn sót lại của Thiếp Mộc Điệp - những kẻ luôn lo sợ bị Hoàng đế báo thù, được lãnh đạo bởi Thiết Thất. Bên cạnh các bậc công thần, có năm Thân vương tham gia là: Altan Bukha, em trai của cựu hoàng tử An-si; Ananda, người bị phe của Nhân Tông trước đây xử tử; Bolad, cháu trai của A Lý Bất Ca; Yerutömor, con trai của Ananda; Kulud Bukha; và Ulus Bukha, hậu duệ của Khả hãn Mông Kha.
Tháng 9 năm 1323, khi Nguyên Anh Tông ngủ lại ở Nanpo trên đường từ cung điện mùa hè Thượng Đô trở về Đại Đô. Thiết Thất cùng các phe cánh của Thiếp Mộc Điệp đột nhập vào phòng ngủ của Anh Tông và giết chết Hoàng đế ngay trên giường. Bái Trú cũng bị giết theo. Thiết Thất cho đón Dã Tôn Thiết Mộc Nhi về để đăng cơ, tức Nguyên Thái Định Đế. Tuy nhiên, chính Dã Tôn Thiết Mộc Nhi về sau đã thanh trừng phe cánh của Thiết Thất trước khi ông vào Đại Đô vì lo sợ bản thân mình sẽ trở thành con rối của họ.
Như vậy Nguyên Anh Tông chỉ ở ngôi được ba năm, thọ 21 tuổi. Triều đại của Anh Tông khá ngắn, giai đoạn nắm thực quyền của ông chỉ tồn tại trong một năm sau cái chết của Thái hoàng thái hậu Đáp Kỷ, nhưng ông đã được tôn vinh trong các ghi chép của các sử gia Trung Quốc kể từ khi ông và vua cha Nhân Tông nỗ lực mạnh mẽ dưới sự trợ giúp bởi các học giả Trung Quốc để thay đổi đáng kể diện mạo nhà Nguyên theo dòng Nho giáo truyền thống. Từ quan điểm đó, vụ ám sát Nguyên Anh Tông đôi khi được giải thích là cuộc đấu tranh giữa phe thân Khổng giáo và phe trung thành với văn hóa Mông Cổ, vì Nguyên Thái Định đế đã cai trị vùng đất Mông Cổ trước khi kế vị ngai vàng và các chính sách của ông có vẻ tương đối bất lợi cho các quan lại người Hán.

## Gia quyến
- Cha: Nguyên Nhân Tông Ái Dục Lê Bạt Lực Bát Đạt.
- Mẹ: Trang Ý Từ Thánh Hoàng hậu A Nạp Thất Thất Lý, Hoàng Cát Lạt thị.
- Vợ/thiếp thất:

1. Trang Tĩnh Ý Thánh hoàng hậu Tốc Ca Bát Lạt (? -1327), Diệc Khải Liệt thị;
2. Nha Bát Hốt Đô Lỗ Hoàng hậu , Đệ nhị Hoàng hậu. "Tân Nguyên sử" cho rằng bà là em gái của Ngự sử Thiết Thất (铁失) - kẻ đã hành thích chính Anh Tông. Sau sự kiện Anh Tông bị hành thích , quần thấn kiến nghị Nguyên Thái Định đế phế truất bà , không rõ kết cục.
3. Đóa Nhi Chỉ Ban Hoàng hậu.